# Relations entre Hezbollah et l'Iran
 (décembre 2023).
La mise en forme du texte ne suit pas les recommandations de Wikipédia : il faut le « wikifier ».
Les points d'amélioration suivants sont les cas les plus fréquents :
- Les titres sont pré-formatés par le logiciel. Ils ne sont ni en capitales, ni en gras.
- Le texte ne doit pas être écrit en capitales (les noms de famille non plus), ni en gras, ni en italique, ni en « petit »…
- Le gras n'est utilisé que pour surligner le titre de l'article dans l'introduction, une seule fois.
- L'italique est rarement utilisé : mots en langue étrangère, titres d'œuvres, noms de bateaux, etc.
- Les citations ne sont pas en italique mais en corps de texte normal. Elles sont entourées par des guillemets français : « et ».
- Les listes à puces sont à éviter, des paragraphes rédigés étant largement préférés. Les tableaux sont à réserver à la présentation de données structurées (résultats, etc.).
- Les appels de note de bas de page (petits chiffres en exposant, introduits par l'outil «  Source ») sont à placer entre la fin de phrase et le point final[comme ça].
- Les liens internes (vers d'autres articles de Wikipédia) sont à choisir avec parcimonie. Créez des liens vers des articles approfondissant le sujet. Les termes génériques sans rapport avec le sujet sont à éviter, ainsi que les répétitions de liens vers un même terme.
- Les liens externes sont à placer uniquement dans une section « Liens externes », à la fin de l'article. Ces liens sont à choisir avec parcimonie suivant les règles définies. Si un lien sert de source à l'article, son insertion dans le texte est à faire par les notes de bas de page.
- La présentation des références doit suivre les conventions bibliographiques. Il est recommandé d'utiliser les modèles {{Ouvrage}}, {{Chapitre}}, {{Article}}, {{Lien web}} et/ou {{Bibliographie}}. Le mode d'édition visuel peut mettre en forme automatiquement les références.
- Insérer une infobox (cadre d'informations à droite) n'est pas obligatoire pour parachever la mise en page.

Pour une aide détaillée, merci de consulter Aide:Wikification.
Si vous pensez que ces points ont été résolus, vous pouvez retirer ce bandeau et améliorer la mise en forme d'un autre article.

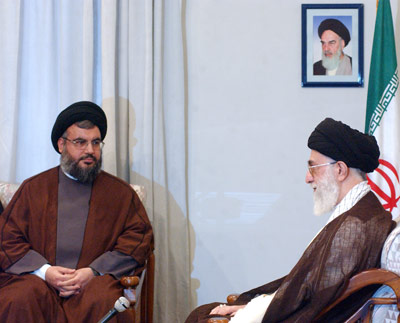
Rencontre entre le Guide Suprême de l'Iran Ali Khamenei et le secrétaire général du Hezbollah Hassan Nasrallah en 2005

La République Islamique d'Iran est un mécène clé du groupe militant Islamiste Chiite libanais et du parti politique Hezbollah. Le soutien Iranien, y compris l'aide financière, le déploiement de Gardiens de la révolution, et la formation ont joué un rôle important dans la formation et le développement du Hezbollah. Le Hezbollah fonctionne comme un mandataire de l'Iran depuis sa création et est considéré comme faisant partie de « l’Axe de la Résistance ».
Le Hezbollah lui-même, fondé en 1982, est à l'origine un groupe militant chiite soutenu par l'Iran au Liban. Les fondateurs de l'organisation ont adopté le modèle décrit par Ayatollah Khomeini après la Révolution Iranienne de 1979, et ses forces ont été entraînées par un contingent de Gardiens de la Révolution Iraniens. Le Hezbollah s’est officiellement aligné sur le régime Iranien en 1985, et les relations étroites entre le Hezbollah et l’Iran perdurent depuis.
L’Iran considère sa relation avec le Hezbollah comme cruciale, car elle lui fournit un moyen d’étendre son influence au Levant, d’exercer une pression sur les intérêts d’Israël et des États-Unis, de décourager toute tentative de changement de régime et de respecter ses engagements idéologiques.
Le Hezbollah a reçu un soutien financier substantiel de l’Iran, estimé entre 700 millions et 1 milliard de dollars par an. De plus, l’Iran fournit des armes, des formations et d’autres formes d’assistance au Hezbollah,.

## Contexte
Le Hezbollah a été créé en 1982 par de jeunes religieux Chiites Libanais qui avaient étudié à Nadjaf. L'organisation a adopté le modèle décrit par Ayatollah Khomeini après la Révolution Iranienne de 1979, et ses fondateurs ont choisi le nom de « Hezbollah » selon les instructions de Khomeini. Le Hezbollah Libanais, ou le « Parti de Dieu », est né d'une initiative Iranienne visant à unir divers groupes militants Chiites au Liban, pendant une période d'instabilité nationale et régionale, en particulier la guerre civile du pays. L'organisation est considérée par certains comme une tentative des Musulmans Chiites historiquement marginalisés du Liban d'affirmer leur influence économique et politique.
Les forces du Hezbollah ont été entraînées et organisées par un contingent de 1 500 Gardiens de la Révolution Iraniens, avec la permission du gouvernement Syrien. Ils ont été autorisés à transiter par les hauts plateaux de l'est du Liban, sous contrôle Syrien, et à établir une base dans la vallée de la Bekaa pendant l'occupation Libanaise.
Le soutien Iranien, y compris le déploiement de Gardiens de la Révolution et l'aide financière, a joué un rôle important dans la formation et le développement du Hezbollah. Initialement, le Hezbollah opérait comme un réseau de groupes paramilitaires Chiites radicaux, partageant des objectifs stratégiques communs, tels que l’établissement d’une république Islamique, mais divergents sur les questions tactiques.
À la suite de l'ouverture de la guerre de 1982, marquée par l'invasion du Liban par Israël, quelque 800 Gardiens de la Révolution ont été envoyés au Liban, via la Syrie, pour aider à recruter le Hezbollahi, fournir un endoctrinement politique et religieux et une formation militaire, y compris des instructions pour les tactiques terroristes.
En juillet 1982, l'Iran a réagi à la guerre en déployant 1 500 conseillers du Corps des Gardiens de la Révolution Islamique (CGRI) dans la vallée de la Bekaa au Liban, dans le but d'établir et de former une nouvelle milice Chiite, qui s'est ensuite transformée en Hezbollah. Les quelque 1 500 Pasdarans ont établi leur quartier général dans la vallée de la Bekaa, sous contrôle Syrien, où ils ont organisé des camps d’entraînement. Sous la supervision du Corps des Gardiens de la Révolution Iraniens (CGRI), les combattants ont suivi un entraînement de guérilla et du matériel militaire a été établi dans la vallée de la Bekaa en 1982. L’Iran a envoyé un contingent de Gardiens de la Révolution au Liban, visiblement pour combattre les envahisseurs Israéliens. En outre, l’Iran a fourni un soutien financier aux groupes Islamistes nouvellement formés, dont le Hezbollah.
En 1985, le Hezbollah s'est officiellement aligné sur le régime Iranien et sur la direction de l'Ayatollah Khomeini. Le Hezbollah agit comme mandataire de l'Iran depuis sa création, et on estime que l'Iran fournit un soutien financier substantiel, allant de 700 millions à 1 milliard de dollars par an.

## Mandataire de l'Organisation du Jihad Islamique
Le Hezbollah a adopté le pseudonyme d’Organisation du Jihad Islamique pour créer un déni plausible et obscurcir ses liens avec l’Iran,.
Malgré les tentatives visant à maintenir la séparation, des preuves, notamment des informations déclassifiées, ont révélé les relations étroites entre le Hezbollah, sa branche terroriste du Jihad Islamique, et l’Iran.
En 1983, la CIA a rapporté que le Jihad Islamique « est plus probablement une couverture utilisée par l’Iran pour effectuer ses opérations terroristes, qu’il s’agisse d’employer des Chiites locaux au Liban ou des agents d’autres nationalités recrutés localement » et que « les substituts fournissent à l’Iran un excellent moyen de créer l’illusion qu’une organisation internationale indépendante œuvre contre les intérêts Américains. »
L’utilisation du pseudonyme Jihad Islamique était une tentative de créer l’illusion d’une organisation internationale indépendante travaillant contre les intérêts Américains. Bien qu’initialement peu organisé, l’Iran a joué un rôle clé dans la transformation du Jihad Islamique en une entité organisée connue sous le nom de Hezbollah. La formalisation et la professionnalisation du Hezbollah ont eu lieu grâce au soutien substantiel de l’Iran, notamment en termes d’argent, d’armes, de personnel, de formation et de conseils. Les responsables de l'ambassade Iranienne à Damas et le CGRI ont été activement impliqués dans la coordination des activités Chiites radicales par l'intermédiaire du Conseil du Liban, au Liban ; selon les renseignements Américains, consolidant ainsi le Hezbollah en tant que branche importante du dispositif militaire Iranien. Les auxiliaires Iraniens étaient intégrés au sein des unités du Hezbollah, partageant des réseaux de communication et de soutien.

## Influence idéologique et religieuse
L’influence Iranienne a pris forme à travers des principes idéologiques, culturels et religieux partagés, issus de la révolution Iranienne et du concept de waliyat al-faqih (tutelle du juriste).
Le Hezbollah a adopté le message révolutionnaire de l'Ayatollah Khomeini et ses religieux se sont engagés à établir un État fondamentaliste à l'échelle mondiale. La croissance précoce du Hezbollah peut être attribuée à l’influence de religieux formés en Iran et à leur dévouement à l’Ayatollah Khomeini et à la mission de déclencher une révolution Islamique au Liban.
Le lien étroit entre la hiérarchie religieuse Chiite au Liban et en Iran est également historique et passe par des liens familiaux, impliquant la formation de religieux Libanais en Iran, les mariages mixtes avec des familles religieuses Iraniennes et la propagation du discours théologique Iranien. Au-delà des voies éducatives et familiales, l’idéologie Iranienne a imprégné le Liban par les voies officielles, le CGRI au Liban fournissant non seulement des compétences paramilitaires et terroristes, mais également un endoctrinement politique et religieux. En 1987, la CIA soulignait que même si un mouvement fondamentaliste Islamique indépendant avait pu émerger au Liban, le soutien Iranien avait considérablement accéléré son développement,.

## Autonomie du Hezbollah
Le Hezbollah a également recherché à présenter une image d’autonomie. La déclaration fondatrice de l'organisation est « déterminer notre destin par nos propres mains ». Le Hezbollah, tout en prônant un régime Islamiste inspiré de l'Iran, a toutefois souligné qu'il souhaitait que les Libanais aient la liberté de détermination.

## Financement financier
Le Hezbollah reçoit des financements provenant de plusieurs sources, dont le régime de Bachar Al Assad en Syrie, la diaspora Libanaise, la criminalité internationale et le secteur juridique, mais sa source la plus importante.
L’Iran est censé fournir un soutien financier substantiel au Hezbollah, allant d’au moins 100 millions de dollars à un chiffre potentiellement plus élevé d’environ 200 millions de dollars par an. En 2020, selon le département d’État, le Hezbollah a reçu 700 millions de dollars de l’Iran.
Il est supposé que cette augmentation du financement corresponde à l'intérêt de l'Iran à déstabiliser le conflit israélo-palestinien. Selon les renseignements Américains, le Hezbollah joue un rôle clé dans la réalisation de cet objectif. Le soutien va au-delà des fonds en espèces, les avions cargo Iraniens livrant des armes, notamment des roquettes et des armes légères, au Hezbollah au Liban. L'aide matérielle est également acheminée par l'intermédiaire d'organisations caritatives prétendument privées, étroitement affiliées à l'élite révolutionnaire Iranienne. Le Hezbollah a obtenu des armes fournies par l'Iran, dont 11 500 missiles déployés dans le sud du Liban. En outre, 3 000 militants du Hezbollah ont suivi un entrainement en Iran, couvrant diverses compétences telles que la guérilla, le tir d’artillerie de missiles et de roquettes, le fonctionnement de drones sans pilote, la guerre navale et les opérations militaires conventionnelles.
L'Iran fournit une aide financière et matérielle mais propose également des entrainements, en établissant des programmes et des camps d’entrainement. Par exemple, en août 2002, l’Iran aurait financé et établi des camps d’entraînement terroristes dans la vallée de la Bekaa, sous contrôle Syrien, pour entraîner les terroristes du Hezbollah, du Hamas, du Jihad Islamique Palestinien (JIP) et du FPLP-GC. L'Iran a toujours soutenu l'implication du Hezbollah dans le conflit israélo-palestinien, en désignant Imad Mughniyeh, le commandant des opérations internationales du Hezbollah, pour assister des groupes militants Palestiniens tels que le Hamas et le JIP.
L'Iran soutient financièrement les médias affiliés au Hezbollah, notamment la chaîne de télévision al-Manar, surnommée la « station de la résistance »,,,.
Selon les États-Unis, l'Iran finance indirectement al-Manar, contribuant à son budget annuel d'environ 15 millions de dollars, les estimations suggérant que l'Iran fournit 100 à 200 millions de dollars par an au Hezbollah, qui sont ensuite transférés à la chaîne de télévision,.

## Armes

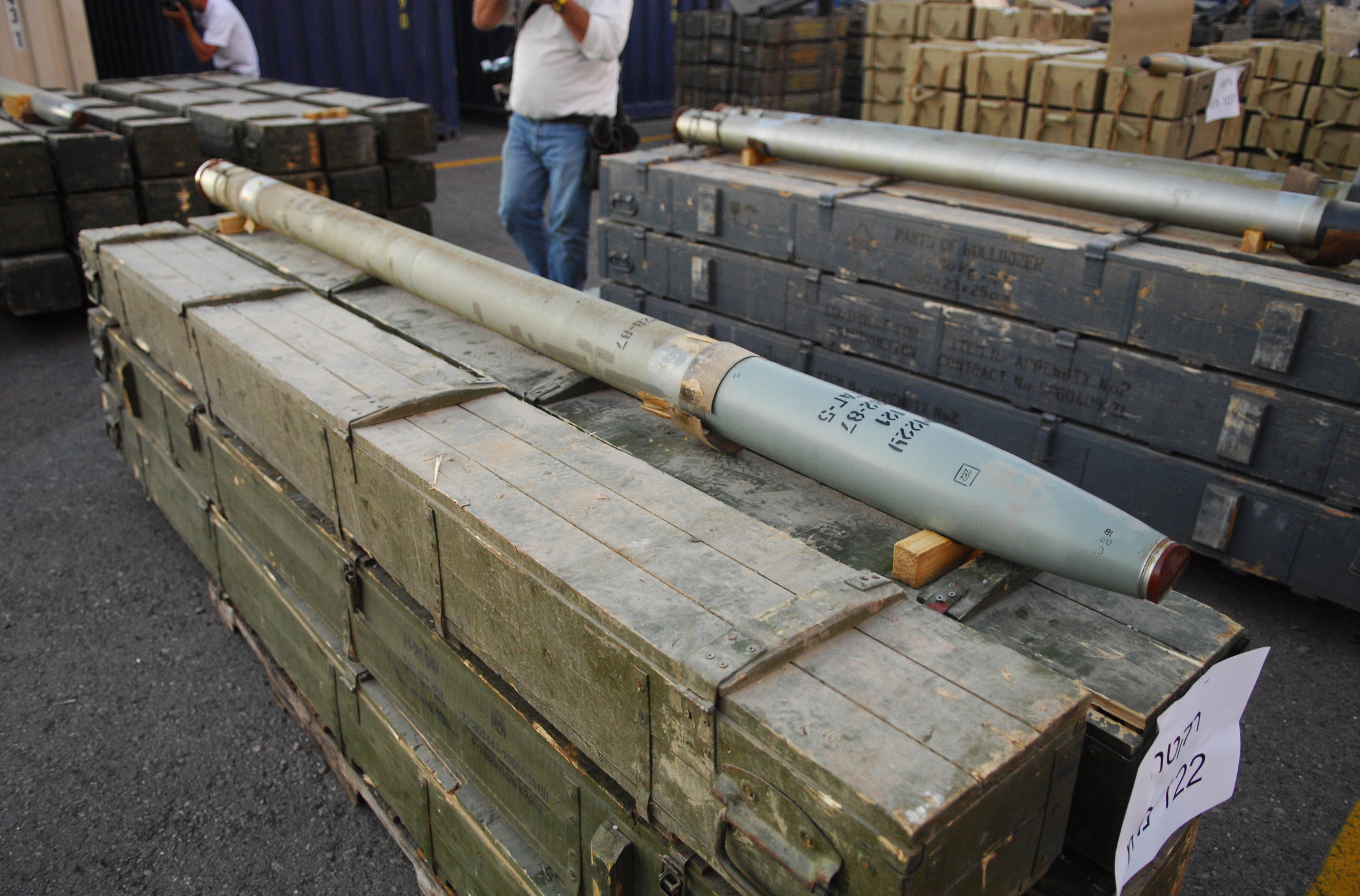
Missiles trouvés à l'étranger Francop

Le Hezbollah s'est doté d'armes fournies par l'Iran, avec 11 500 missiles déjà positionnés au sud du Liban. En outre, 3 000 militants du Hezbollah ont suivi une formation en Iran, couvrant divers aspects tels que la guérilla, les tirs d’artillerie de missiles et de roquettes, le fonctionnement de drones sans pilote, la guerre navale et les opérations militaires conventionnelles.
Le Hezbollah a obtenu des armes fournies par l'Iran, dont 11 500 missiles déjà déployés dans le sud du Liban. Par ailleurs, 3 000 militants du Hezbollah ont suivi une formation en Iran, couvrant diverses compétences telles que la guérilla, le tir d’artillerie de missiles et de roquettes, le fonctionnement de drones sans pilote, la guerre navale et les opérations militaires conventionnelles. Mahmoud Ali Suleiman, le membre du Hezbollah capturé par Tsahal en août 2006 pour son implication dans l'enlèvement de deux soldats Israéliens lors d'un raid transfrontalier le 12 juillet, a avoué lors de son interrogatoire avoir reçu une formation sur les armes et une instruction religieuse en Iran. Il a informé les interrogateurs qu'il s'était rendu à Damas dans une voiture civile, puis s'était envolé pour l'Iran. Hormis le Katyusha de fabrication Russe, le cache d’artillerie rapporté par le Hezbollah se compose entièrement d’armes de fabrication Iranienne,.

## Histoire

### 2006-1980
En juin 1985, le Hezbollah a détourné le vol TWA 847, exigeant la libération de 700 Musulmans Chiites. Les pirates de l'air, avec le soutien logistique de l'Iran, se sont engagés dans une campagne qui a notamment tué un plongeur de la marine Américaine et menacé des passagers Juifs. Le Hezbollah a nié toute implication,,.
Le 27 mars 1992, le Jihad Islamique, un groupe lié au Hezbollah, a revendiqué la responsabilité d'un attentat suicide devant l'ambassade d'Israël à Buenos Aires, provoquant 20 morts et 252 blessés. L’Agence de Sécurité Nationale des États-Unis et les renseignements Israéliens ont découvert que les plus hauts niveaux du gouvernement Iranien avaient autorisé l'attaque. Sept diplomates Iraniens ont été expulsés d'Argentine après que le gouvernement Argentin ait déclaré disposer de preuves convaincantes de l'implication Iranienne,.
Le 18 juillet 1998, le Jihad Islamique s'est attribué le mérite d'une explosion devant l'Association mutuelle argentino-israélienne à Buenos Aires, provoquant 95 morts et 200 blessés. En 2004, les renseignements Argentins ont déterminé qu'un membre du Hezbollah âgé de 21 ans avait exécuté l'attaque avec le soutien logistique de l'Iran. Cet attentat constitue l'incident terroriste le plus meurtrier en Argentine. En 2006, les autorités Argentines ont émis un mandat d'arrêt international contre Ali Fallahian, le chef des renseignements Iraniens, l'accusant d'avoir orchestré cette opération. Par la suite, en 2007, INTERPOL a ajouté Ali Fallahian, ainsi que quatre autres responsables Iraniens et un membre du Hezbollah, à sa liste des personnes les plus recherchées, en invoquant leur implication présumée dans l'attentat à la bombe,.
17 mai 1995 : le Guide Suprême Iranien, l'Ayatollah Ali Khamenei, nomme le secrétaire général du Hezbollah, Hassan Nasrallah, et le membre du Conseil de la Choura, Mohammad Yazbek, comme ses représentants religieux au Liban.
25 juin 1996 : le Hezbollah, avec le soutien de l'Iran, revendique la responsabilité d'un attentat à la bombe près des tours de Khobar en Arabie Saoudite, tuant 19 personnes et en blessant 500 autres. En 2001, un tribunal fédéral Américain a allégué qu'un officier Iranien était impliqué dans la direction de l'opération.
1er août 2005 : Nasrallah rencontre le Guide Suprême Khamenei et le président Ahmadinejad à Téhéran,.

## Guerre du Liban en 2006

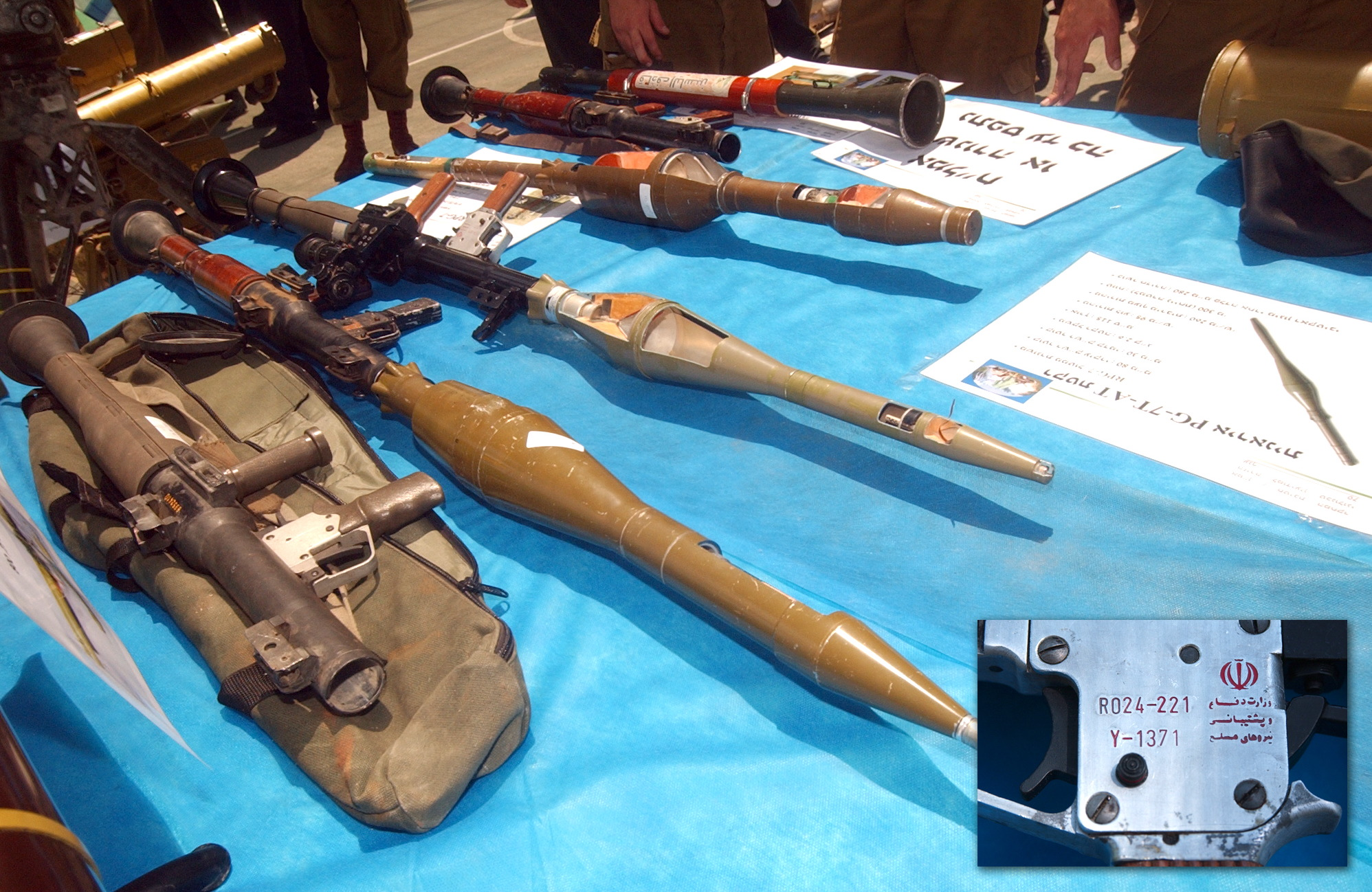
Missile iranien, trouvé dans une cachette du Hezbollah, en 2006

Jane's Defence Weekly, un magazine de l'industrie de la défense, a révélé le 4 août 2006 que, lors du conflit israélo-libanais de 2006, le Hezbollah avait officiellement demandé à l'Iran de fournir un flux continu d'armes pour renforcer ses opérations contre Israël. Selon des sources diplomatiques occidentales citées dans le rapport, les autorités Iraniennes ont assuré au Hezbollah un approvisionnement continu en armes pour « la prochaine étape de la confrontation ».
L'Iran a nié avoir fourni des armes au Hezbollah,. Cependant, plusieurs rapports ont constamment souligné le contraire. Néanmoins, Mohtashami Pur, ancien ambassadeur au Liban et actuel secrétaire général de la « conférence Intifada », a déclaré dans un journal Iranien que l'Iran avait fourni les missiles à la milice Chiite. Il a en outre souligné que le Hezbollah avait le soutien de son pays pour déployer des armes pour défendre le Liban. Les Forces de défense Israéliennes considèrent le Hezbollah comme pratiquement une branche des forces armées Iraniennes ; un haut responsable Israélien de la défense a déclaré à Jane's Defence Weekly que « nous devrions considérer que ce à quoi nous sommes confrontés au Liban n'est pas une milice mais plutôt une brigade des forces spéciales de l'armée Iranienne ». Lors d’un entretien accordé en 2007 à la chaîne de télévision Iranienne de langue arabe al-Qawthar, le secrétaire général adjoint du Hezbollah, Naim Kassem, a déclaré que le soutien des ayatollahs de Téhéran était nécessaire pour tous les attentats-suicides et autres opérations au Liban. De plus, en 2008, l’Iran a commémoré un dirigeant du Hezbollah récemment décédé en émettant un timbre-poste.

## Chronologie
En 2007, Nasrallah a visité Damas, en Syrie, et rencontré le président iranien Ahmadinejad.
En 2010, les dirigeants du Hezbollah, de la Syrie et de l'Iran se réunissent à Damas.
Mai 2008 : des membres du Hezbollah planifient un attentat à la bombe contre l'ambassade Israélienne à Bakou, en Azerbaïdjan, en représailles à l'assassinat d’Imad Mughniyah, mais les autorités Azerbaïdjanaises ont déjoué le complot, révélant des attaques présumées ordonnées par le CGRI contre les ambassades Américaines, Israéliennes et occidentales.
26 février 2010 : Le président Syrien Bachar al-Assad a accueilli le président Iranien Ahmadinejad et Nasrallah.
13 et 14 octobre 2010 : le président Ahmadinejad s'est rendu au Liban, a exprimé ses sentiments antisionistes dans Bint Jbeil et a rencontré Nasrallah.
16 décembre 2010 : L’Iran aurait réduit de 40 % son financement au Hezbollah en raison des sanctions internationales liées à son programme nucléaire.
7 février 2012 : Nasrallah reconnaît le soutien global de l'Iran au Hezbollah depuis 1982, rejetant les allégations Américaines de blanchiment d'argent et de trafic de drogue.
13 février 2012 : Des tentatives de bombardement coordonnées en Inde et en Géorgie ont ciblé le personnel de l’ambassade Israélienne, Israël attribuant les opérations à Téhéran et au Hezbollah.
18 juillet 2012 : Un attentat suicide à l'aéroport de Sarafovo en Bulgarie a tué six touristes Israéliens et un chauffeur Bulgare, ce qui a conduit Israël à rejeter la faute sur le Hezbollah et l'Iran.
11 octobre 2012 : Nasrallah confirme l'incursion de drones du Hezbollah en Israël, se vantant du soutien de l'Iran pour assembler le drone au Liban.
25 mai 2013 : Nasrallah reconnaît l'implication du Hezbollah en Syrie, soulignant le rôle de la Syrie comme colonne vertébrale de la résistance.
Le 14 avril 2014, en Asie du Sud-Est, un réseau du Hezbollah impliqué dans un attentat au camion piégé visant l'ambassade Israélienne à Bangkok entretenait des liens étroits avec des agents des renseignements Iraniens, ce qui indique la nature interconnectée de leurs opérations. Ces exemples mettent en évidence les contacts directs que chaque cellule du Hezbollah entretient avec des hauts responsables du Hezbollah et/ou des services de renseignement Iraniens,.
22 novembre 2014 : Le général du CGRI a affirmé que l’Iran avait fourni au Hezbollah des missiles Fateh capables d’atteindre n’importe quelle cible en Israël.
18 janvier 2015 : Une frappe aérienne Israélienne tue le général Allah-Dadi du CGRI et six combattants du Hezbollah sur le plateau du Golan, en Syrie,.
22 décembre 2016 : le Hezbollah a joué un rôle clé en aidant le gouvernement Syrien, un allié Iranien dans sa victoire contre les rebelles dans une bataille cruciale.
En septembre 2019, avec le soutien de l’Iran, le Hezbollah aurait établi une usine dans la vallée de la Bekaa pour fabriquer des missiles à guidage de précision.
Le 5 janvier 2020, à la suite de l'assassinat du général des Gardiens de la Révolution Iraniens, Qassem Soleimani, le secrétaire général du Hezbollah, Hassan Nasrallah, s'est engagé à repousser les forces Américaines hors du Moyen-Orient pour venger le meurtre du général Qassem Soleimani.
9 février 2022 : Nasrallah a déclaré « qu'un État régional fort et toute guerre contre lui feront exploser la région entière ». Il a nié toute obéissance automatique à Téhéran, affirmant que les actions du Hezbollah étaient dans l'intérêt du Liban.
Le 12 octobre 2023, le ministre Iranien des Affaires étrangères a rencontré Nasrallah à Beyrouth pour discuter de la guerre entre le Hamas et Israël. Lors de la réunion, le Hezbollah a exprimé sa volonté de répondre aux actes Israéliens.